# Birmingham South (circonscription du Parlement européen)
Birmingham South était une circonscription du Parlement européen centrée sur le sud de Birmingham en Angleterre.
Avant l’adoption uniforme de la représentation proportionnelle en 1999, le Royaume-Uni utilisait le système uninominal à un tour pour les élections européennes en Angleterre, en Écosse et au pays de Galles. Les conscriptions du Parlement européen utilisées dans ce système étaient plus petites que les circonscriptions régionales les plus récentes et ne comptaient chacune qu'un seul membre au Parlement européen.

## Limites
Lors de sa création en 1979, il se composait des circonscriptions parlementaires de Birmingham Edgbaston, Birmingham Hall Green, Birmingham Handsworth, Birmingham Ladywood, Birmingham Northfield, Birmingham Selly Oak, Birmingham Small Heath, Birmingham Sparkbrook et Birmingham Yardley.

## Membre du Parlement européen
| Élection | Élection | Membre                 | Parti                  |                        |
| -------- | -------- | ---------------------- | ---------------------- | ---------------------- |
|          | 1979     | Norvela Forster        | Conservateur           |                        |
| 1984     | 1984     | circonscription abolie | circonscription abolie | circonscription abolie |

## Résultats des élections
Les candidats élus sont indiqués en gras.
| Parti         | Parti                                  | Candidat        | Voix    | %    | ± |
| ------------- | -------------------------------------- | --------------- | ------- | ---- | - |
|               | Conservateur                           | Norvela Forster | 66,012  | 47,5 | ' |
|               | Travailliste                           | A. Bore         | 60,775  | 43,7 |   |
|               | Liberal                                | A.J. Batchelor  | 12,160  | 8,8  |   |
| Majorité      | Majorité                               | Majorité        | 5,237   | 3,8  |   |
| Participation | Participation                          | Participation   | 138,947 | 27,3 |   |
|               | Conservateur vainqueur (nouveau siège) |                 |         |      |   |